# 各年の日本の一覧
各年の日本の一覧（かくねんのにほんのいちらん）は、日本の各年ごとの記事の一覧。この一覧では日本の各年ごとの記事の他、各世紀と各年代、日本の各分野における各年ごとの記事についても取り扱う。

## 一覧
1千年紀
1世紀の日本 2世紀の日本 3世紀の日本 4世紀の日本 5世紀の日本
6世紀の日本 7世紀の日本 8世紀の日本 9世紀の日本 10世紀の日本
2千年紀
11世紀の日本 12世紀の日本 13世紀の日本 14世紀の日本 15世紀の日本
16世紀の日本 17世紀の日本 18世紀の日本

### 19世紀

1870年から1999年まで使われていた日章旗

1800年代の日本 1810年代の日本 1820年代の日本 1830年代の日本 1840年代の日本
- 1850年代の日本
  - 1850年の日本 1851年の日本 1852年の日本（英語版） 1853年の日本 1854年の日本
  - 1855年の日本 1856年の日本（英語版） 1857年の日本 1858年の日本（英語版） 1859年の日本
- 1860年代の日本
  - 1860年の日本 1861年の日本 1862年の日本 1863年の日本（英語版） 1864年の日本（英語版）
  - 1865年の日本 1866年の日本 1867年の日本（英語版） 1868年の日本（英語版） 1869年の日本（英語版）
- 1870年代の日本
  - 1870年の日本（英語版） 1871年の日本（英語版） 1872年の日本（英語版） 1873年の日本（英語版） 1874年の日本（英語版）
  - 1875年の日本 1876年の日本（英語版） 1877年の日本（英語版） 1878年の日本 1879年の日本（英語版）
- 1880年代の日本
  - 1880年の日本 1881年の日本 1882年の日本（英語版） 1883年の日本 1884年の日本（英語版）
  - 1885年の日本（英語版） 1886年の日本（英語版） 1887年の日本（英語版） 1888年の日本 1889年の日本
- 1890年代の日本
  - 1890年の日本（英語版） 1891年の日本（英語版） 1892年の日本（英語版） 1893年の日本（英語版） 1894年の日本（英語版）
  - 1895年の日本（英語版） 1896年の日本（英語版） 1897年の日本（英語版） 1898年の日本（英語版） 1899年の日本（英語版）
- 1900年代
  - 1900年の日本（英語版）

### 20世紀
- 1900年代
  - 1901年の日本（英語版） 1902年の日本（英語版） 1903年の日本（英語版） 1904年の日本（英語版）
  - 1905年の日本（英語版） 1906年の日本（英語版） 1907年の日本（英語版） 1908年の日本（英語版） 1909年の日本（英語版）
- 1910年代
  - 1910年の日本（英語版） 1911年 1912年の日本（英語版） 1913年の日本（英語版） 1914年の日本（英語版）
  - 1915年の日本（英語版） 1916年の日本（英語版） 1917年の日本（英語版） 1918年の日本（英語版） 1919年の日本（英語版）
- 1920年代
  - 1920年の日本（英語版） 1921年の日本（英語版） 1922年の日本（英語版） 1923年の日本（英語版） 1924年の日本（英語版）
  - 1925年の日本（英語版） 1926年の日本（英語版） 1927年の日本（英語版） 1928年の日本（英語版） 1929年の日本（英語版）
- 1930年代
  - 1930年の日本（英語版） 1931年の日本（英語版） 1932年の日本（英語版） 1933年の日本（英語版） 1934年の日本（英語版）
  - 1935年の日本（英語版） 1936年の日本（英語版） 1937年の日本（英語版） 1938年の日本（英語版） 1939年の日本（英語版）
- 1940年代
  - 1940年の日本（英語版） 1941年の日本（英語版） 1942年 1943年 1944年
  - 1945年 1946年の日本（英語版） 1947年 1948年 1949年
- 1950年代
  - 1950年 1951年 1952年 1953年 1954年
  - 1955年の日本（英語版） 1956年の日本（英語版） 1957年の日本（英語版） 1958年の日本（英語版） 1959年の日本（英語版）
- 1960年代
  - 1960年の日本（英語版） 1961年の日本（英語版） 1962年の日本（英語版） 1963年の日本（英語版） 1964年の日本（英語版）
  - 1965年 1966年 1967年 1968年 1969年
- 1970年代 : 1970年 1971年 1972年 1973年 1974年 1975年 1976年 1977年 1978年 1979年
- 1980年代 : 1980年 1981年 1982年 1983年 1984年 1985年 1986年 1987年 1988年 1989年

1999年から使われている日章旗

- 1990年代 : 1990年 1991年 1992年 1993年 1994年 1995年 1996年 1997年 1998年 1999年
- 2000年代 : 2000年

### 21世紀
- 2000年代 : 2001年 2002年 2003年 2004年 2005年 2006年 2007年 2008年 2009年
- 2010年代 : 2010年 2011年 2012年 2013年 2014年 2015年 2016年 2017年 2018年 2019年
- 2020年代 : 2020年 2021年 2022年 2023年 2024年 2025年 2026年 2027年 2028年 2029年

## 各年の話題

### 社会
- 日本の女性史年表

### 文化と芸術

#### 映画
- 日本の映画作品一覧
- 年度別日本公開映画

#### ラジオ
- 2000年代 : 2000年 2001年 2002年 2003年 2004年 2005年 2006年 2007年 2008年 2009年
- 2010年代 : 2010年 2011年 2012年 2013年 2014年 2015年 2016年 2017年 2018年 2019年
- 2020年代 : 2020年 2021年 2022年 2023年 2024年 2025年 2026年 2027年 2028年 2029年

### テレビ
- 各年の日本のテレビの一覧（英語版）
- 1950年代 : 1950年 1951年 1952年 1953年 1954年 1955年 1956年 1957年 1958年 1959年
- 1960年代 : 1960年 1961年 1962年 1963年 1964年 1965年 1966年 1967年 1968年 1969年
- 1970年代 : 1970年 1971年 1972年 1973年 1974年 1975年 1976年 1977年 1978年 1979年
- 1980年代 : 1980年 1981年 1982年 1983年 1984年 1985年 1986年 1987年 1988年 1989年
- 1990年代 : 1990年 1991年 1992年 1993年 1994年 1995年 1996年 1997年 1998年 1999年
- 2000年代 : 2000年 2001年 2002年 2003年 2004年 2005年 2006年 2007年 2008年 2009年
- 2010年代 : 2010年 2011年 2012年 2013年 2014年 2015年 2016年 2017年 2018年 2019年
- 2020年代 : 2020年 2021年 2022年 2023年 2024年 2025年 2026年 2027年 2028年 2029年

#### アニメ
- 日本のアニメ映画作品一覧
- 日本のテレビアニメ作品一覧
- 日本のOVA作品一覧

### スポーツ

#### 相撲
- 1960年代 : 1960年 1961年 1962年 1963年 1964年 1965年 1966年 1967年 1968年 1969年
- 1970年代 : 1970年 1971年 1972年 1973年 1974年 1975年 1976年 1977年 1978年 1979年
- 1980年代 : 1980年 1981年 1982年 1983年 1984年 1985年 1986年 1987年 1988年 1989年
- 1990年代 : 1990年 1991年 1992年 1993年 1994年 1995年 1996年 1997年 1998年 1999年
- 2000年代 : 2000年 2001年 2002年 2003年 2004年 2005年 2006年 2007年 2008年 2009年
- 2010年代 : 2010年 2011年 2012年 2013年 2014年 2015年 2016年 2017年 2018年 2019年
- 2020年代 : 2020年 2021年 2022年 2023年 2024年 2025年 2026年 2027年 2028年 2029年

#### 競馬
- 1940年代 : 1940年 1941年 1942年 1943年 1944年 1945年 1946年 1947年 1948年 1949年
- 1950年代 : 1950年 1951年 1952年 1953年 1954年 1955年 1956年 1957年 1958年 1959年
- 1960年代 : 1960年 1961年 1962年 1963年 1964年 1965年 1966年 1967年 1968年 1969年
- 1970年代 : 1970年 1971年 1972年 1973年 1974年 1975年 1976年 1977年 1978年 1979年
- 1980年代 : 1980年 1981年 1982年 1983年 1984年 1985年 1986年 1987年 1988年 1989年
- 1990年代 : 1990年 1991年 1992年 1993年 1994年 1995年 1996年 1997年 1998年 1999年
- 2000年代 : 2000年 2001年 2002年 2003年 2004年 2005年 2006年 2007年 2008年 2009年
- 2010年代 : 2010年 2011年 2012年 2013年 2014年 2015年 2016年 2017年 2018年 2019年
- 2020年代 : 2020年 2021年 2022年 2023年 2024年 2025年 2026年 2027年 2028年 2029年